# Герб Барбадоса
На щите изображено дерево — бородатый фикус. Воздушные корни этих деревьев, сплетающиеся с ветвями, которые спускаются до земли, побудили первооткрывателей острова — испанцев — назвать их «барбудос» (бородатыми). Впоследствии это название в несколько измененном виде распространилось и на сам остров.
Многообразную тропическую растительность страны представляют на гербе также два цветка местного растения цезальпинии прекраснейшей (Caesalpinia pulcherrima), известной под названием «Красная гордость Барбадоса». Животный мир острова и омывающих его вод олицетворяют щитодержатели — большая корифена и бурый пеликан. Рыцарский шлем над щитом традиционен для геральдики бывших британских владений.
Венок и намёт имеют жёлто-красную расцветку, соответствующую цветам гербового щита и орхидей на нём. Увенчивающая герб рука держит два стебля сахарного тростника, выращивание которого на протяжении столетий является основой монокультурной экономики Барбадоса. Девиз в переводе с английского языка означает «Гордость и трудолюбие».